# معارج القدس في مدارج معرفة النفس
معارج القدس في مدارج معرفة النفس هو كتاب يحدثنا فيه أبو حامد الغزالي عن النَّفْسُ وأَنوَاعُها وارْتِباطُها بالحَواسِّ والرُّوحِ والجَسَد؛ أَنْواعُ المَعرِفةِ والقُوَى الإِنسَانِيَّة، ومَدَارِكُ العَقْل؛ في مُؤَلَّفٍ شامِلٍ عَنِ النَّفْسِ البَشَريَّةِ وجَوْهَرِها.
يَنْفَرِدُ «الغزالي» بنَظْرتِه الباحِثةِ فِي الأُمُورِ لِيَضَعَ بَيْنَ طَيَّاتِ هَذا المُؤَلَّفِ مُحاوَلاتٍ لِلإِجابةِ عَنِ العَدِيدِ مِنَ الأَسْئلةِ الجَوْهرِيَّة؛ فبَدأَ بتَعرِيفِ النَّفْسِ وأَنْواعِها وجَوْهَرِها، وبَيَّنَ الفُرُوقَ بَيْنَ كُلِّ نَوْعٍ وخَصائِصِه، ثُمَّ صَنَّفَ مَراتِبَ العَقلِ البَشَريِّ ووَظائِفَه الإِدْراكِيَّة، وخَصَّصَ فَصلًا كامِلًا مِنَ الكِتَابِ لِيُجِيبَ عَن أَعمَقِ الأَسْئلةِ عَنِ النَّفْسِ والعَقْلِ والجَسَد. كما حَدَّدَ أنَّ أكثَرَ الفَضائِلِ والرَّذائِلِ تَنْشأُ مِن ثَلاثِ قُوًى فِي الإِنْسان، وهِي: قُوَّةُ التَّخَيُّل، وقُوَّةُ الشَّهْوَة، وقُوَّةُ الغَضَب؛ مُستَنِدًا إِلى الأَدِلَّةِ والاسْتِنتاجاتِ الَّتي تَوَصَّلَ إلَيْها بعْدَ بحْثِه في عِلْمِ النَّفْسِ والمَنْطِق. بالإِضافةِ إِلى ذلِكَ يُبيِّنُ حَقِيقةَ السَّعادةِ أوِ الشَّقاءِ بالنِّسْبةِ إِلى الرُّوح، ولَا يَخْلُو المُؤَلَّفُ مِن جانِبٍ فَلْسفيٍّ صُوفيٍّ كَما هِي طَبِيعةُ «أبو حامد الغزالي» الفِكْريَّة.

## خطبة الكتاب
بسم الله الرحمن الرحيم
الحمد لله مبدع الأرواح وخالق الجسد، وفاتح الأغلاق والعُقَد، ومانح الأعلاق والعُدَد، ومن أنفَسها الهدى والرَّشد، حمدًا بعدد ما يتكرر من لحظات العيون ويتعدد، ويتجدد من أنفاس الصدور ويتردد. والصلاة والسلام على أكرم والد وولد، محمد وآله صلاةً تبقى وتتأبد. أعلم أن الله تعالى فتح بصائر أوليائه بالحِكم والعِبر، واستخلص هممهم لمشاهدة عجائب صنعه في البَدو والحضر، فكلَّما لاحظوا شيئًا لاحظوا فيه عبرة؛ لأن جميع الموجودات مرآة للوجود الحق المحضر، فالظاهر بذاته هو الله سبحانه، وما سواه فآيات ظهوره ودلائل نوره.
وفي كل شيء له آية تدل على أنه واحد، فكلما سنح لهم شيء في مسارح النظر ومجاري الفكر عاجوا منه إلى جناب القدس، حتى يتصلوا بمن هو شديد القوى ذو مرَّةٍ فاستوى، لم تغيره الأحوال، بل علومه وكمالاته حاصلة بالفعل وهو بالأفق الأعلى، وإذا سنح لهم هذا العروج فلا يزالون في دنوٍّ وقربٍ حتى يبلغوا الغاية القصوى، فيفيض عليهم حقائق العلوم، وأسرار المعارف وغرائب الآيات في ملكوت الأرض والسماوات، وإذا بلغوا هذا المنتهى فهو السدرة المنتهى، فلا يلتفون إلى شيء من عالم الزور.
وعبَّر التنزيل عن هذه الحالة بقوله:
عَلَّمَهُ شَدِيدُ الْقُوَى * ذُو مِرَّةٍ فَاسْتَوَى * وَهُوَ بِالْأُفُقِ الْأَعْلَى * ثُمَّ دَنَا فَتَدَلَّى * فَكَانَ قَابَ قَوْسَيْنِ أَوْ أَدْنَى * فَأَوْحَى إِلَى عَبْدِهِ مَا أَوْحَى * مَا كَذَبَ الْفُؤَادُ مَا رَأَى إلى قوله: لَقَدْ رَأَى مِنْ آيَاتِ رَبِّهِ الْكُبْرَى،
فينبغي لكل عاقل أن يكون الله سبحانه وتعالى أول كل فكر له وآخره، وباطن كل اعتبار وظاهره، فتكون عين نفسه مكحولة بالنظر إليه، وقدمه موقوفة على المثول بين يديه. مسافرًا بعقله في الملكوت الأعلى وما فيها من آيات ربه الكبرى، فإذا انحط في قراره فليره في آثاره، فإنه باطن ظاهر تجلَّى لكل شيء بكل شيء، وأظهر الآثار التي يرى فيها جلال ذات الحق وكمال صفاته، إنما هو معرفة النفس كما قال تعالى:
سَنُرِيهِمْ آيَاتِنَا فِي الْآفَاقِ وَفِي أَنْفُسِهِمْ حَتَّى يَتَبَيَّنَ لَهُمْ أَنَّهُ الْحَقُّ،  وَفِي الْأَرْضِ آيَاتٌ لِلْمُوقِنِينَ * وَفِي أَنْفُسِكُمْ أَفَلَا تُبْصِرُونَ.
وقال عليه السلام: «من عرف نفسه فقد عرف ربه.» وقال عليه السلام: «أعرفكم بنفسه أعرفكم بربه.»
ونحن نعرج في هذا الكتاب من مدارج معرفة النفس إلى معرفة الحق جلَّ جلاله، ونذكر مخ ما تؤدي إليه البراهين من حال النفس الإنسانية، ولباب ما وقف عليه البحث الشافي من أمرها وكونها منزهة عن صفات الأجسام، ومعرفة قواها وجنودها، ومعرفة حدوثها وبقائها وسعادتها وشقاوتها، بعد المفارقة على وجه يكشف الغطاء ويرفع الحجاب، ويدل على الأسرار المخزونة والعلوم المكنونة، المضنون بها على غير أهلها.
ثم إذا ختمنا فصول معرفة النفس فحينئذ ننعطف على معرفة الحق جل جلاله؛ إذ جميع العلوم مقدمات ووسائل لمعرفة الأول الحق جل جلاله، وكل ما يراه لشيء فدون حصول مقصوده يكون ضائعًا، فمن عرف نفسه فقد عرف ربه وعرف صفاته وأفعاله، وعرف مراتب العالم مبدعاته ومكوناته، وعرف الملائكة ومراتبهم، وعرف لمة الملك ولمة الشيطان والتوفيق والخذلان، وعرف الرسالة والنبوة وكيفية الوحي، وكيفية المعجزات والأخبار عن المغيبات، وعرف الدار الآخرة وسعادتها وشقاوتها وأقسامها ولذة البهجة فيها، وعرف غاية السعادة التي هي لقاء الله تعالى، فمن يُسِّر له هذا السفر لم يزل في سيره متنزهًا في جنة عرضها السماوات والأرض، وهو ساكن بالبدن مستقر في الوطن، وهو السفر الذي يسفر فيه عن وجه المعرفة، وتنحل أزرار الأنوار في هذه الأسفار، وهو السفر الذي لا تضيق فيه المناهل والموارد، ولا يضر فيه التزاحم والتوارد، بل تزيد بكثرة المسافرين غنائمه، وتتضاعف ثمراته وفوائده. فغنائمه دائمة غير ممنوعة، وثمراته متزايدة غير مقطوعة، ومن لم يؤهل للجولان في هذا الميدان، والتطواف في منتزهات هذا البستان، فليس بيده إلَّا القشر يأكل كما تأكل الأغنام، ويرتع كما ترتع البهائم.
وشرح هذا السفر وبيان هذا العلم العظيم القدر، لا يمكن في أوراق وأطباق، ويقصر عن شرح عجائبه العبارات والأقلام، ونحن — بعون الله تعالى وتوفيقه — نشير إلى كل واحدة من هذه الجمل على وجه يستقل به المتفطن، وأما الجامد البليد الذي يأخذ العلم بالتقليد، فهو عن معرفة مثل هذه العلوم بعيد؛ إذ كلٌّ مُيَسر لما خُلق له، فمن رشح للسعادة وشارف نيل الإرادة أُعطي أولًا كمال الدرك، من وفور العقل وصفاء الذهن، وصحة الغريزة، واتقاد القريحة وحدة الخاطر، وجودة الذكاء والفطنة، وجزالة الرأي وحسن الفهم، وهذه تحفة من الله وهدية لا تنال بيد الاكتساب، وتنبتر دونها وسائل الأسباب، ومن وُهبت له هذه الفطنة فحينئذ عليه استكداد الفهم والاقتراح على القريحة، واستعمال الفكر، واستثمار العقل بتحديق بصيرته إلى صوب الغوامض، وحل المشكلات بطول التأمل، وإمعان النظر والاستعانة بالخلوة، وفراغ البال والاعتزال عن مزدحم الأشغال، والقيام بوظائف العبادات حتى يصل إلى كمال العلوم.
وسمينا الكتاب «معارج القدس في مدارج معرفة النفس»، وفقنا الله لإتمامه.

## ترتيب الكتاب
1. مقدمة الكتاب.
2. بيان إثبات النفس.
3. بيان أن النفس جوهر.
4. بيان أنه جوهر ليس له مقدار ولا كمية.
5. بيان القوى الحيوانية، وتقسيمها إلى محركة ومدركة.
6. بيان القوى الخاصة بالنفس الإنسانية من العقل النظري والعملي.
7. بيان مراتب العقل واختلاف الناس في العقل الهيولاني، وبيان العقل القدسي.
8. بيان أمثلة درجات العقل من الكتاب الإلهي.
9. بيان تظاهر العقل والشرع، وافتقار أحدهما إلى الآخر.
10. بيان حقيقة الإدراك ومراتبه في التجريد، سؤالات وانفصالات لائقة بالفصول المتقدمة تحتها نفائس من العلوم:
  - ففي السؤال الأول: ينكشف أنه ليس كل مجرد — كيفما كان — عقلًا بالفعل، بل ما حصل له المعقولات دفعة.
  - وفي السؤال الثاني: ينكشف أن النفس ما دامت ملابسة للبدن لا يحصل لها المعقولات كلها، بل ما دام في البدن لها استعداد بالنسبة إلى ما لم يحصل، وهو عقل بالفعل بالنسبة إلى ما حصل، وكذلك بعد مفارقة البدن إنما يكون عقلًا بالفعل، إذا لم يبقَ فيه من عوارض هذا العالم شيء، فحينئذ يصير عالمًا عقليًّا منتقشًا بجميع المعقولات كالنفوس الفلكية.
  - وفي السؤال الثالث: ينكشف تفاوت النفوس في قبول المعقولات واتصال الفيض الإلهي بها، تارةً بالحدس وتارةً بالفكر والنظر، وينكشف أن القوى البدنية تكون معينة في الابتداء وعائقة في الانتهاء.
  - وفي السؤال الرابع: ينكشف أن النفس إذا أشرق عليها نور العقل الفَعَّال، تصير المقدمات الخيالية عقلية، وتنكشف العلوم كلها بواسطة المبادئ، وليس بيدنا تحصيل المعقولات، بل التعرض لنفحات فضل الله ورحمته.
  - وفي السؤال الخامس: ينكشف أن النفس الإنسانية تعقل المعقولات مرتبة، وكل ما فيه تدريج وترتيب، فليس بواحد من كل وجه، وينكشف به أن الواحد الحق الذي يستحق الوحدانية هو الله تعالى فحسب؛ ولهذا ليس له صفة منتظرة ولا كذلك غيره.
  - وفي السؤال السادس: يظهر أن الصورة المعقولة إذا اتصلت بالنفس فهي مدركة، وهي إدراك ولا تحتاج إلى إدراك آخر.
  - وفي السؤال السابع: ينكشف أن النفس إذا قويت استغنت عن التفكير وتحصيل المقدمات، بل تتواتر عليها السكينات الإلهية، وتحصل لها المعقولات اليقينية دفعة عقيب تضرع واشتياق، أو من غير تضرع وافتقار.
  - وفي السؤال الثامن: يظهر أن النفس تدرك المعاني المجرَّدة عن المواد، سواء كانت كلية أو جزئية، فتدرك نفسها وغيرها من النفوس المجردة، وإن كانت جزئية لأنها مجردة عن المادة، وينكشف به سر عظيم؛ وهو أن الحقيقة التي لنا لا يشاركنا فيها غيرنا من الحيوانات، ويظهر أن كونها معقولة ليس زائدًا على كونها موجودة الوجود الذي لها، بل بزيادة شرط على الوجود المطلق، وهو أن وجود ماهيتها هي أنها معقولة حاصلة لها في نفسها ليس لغيرها، وهذا فصل جليل يُبتنى عليه معرفة صفات الحق جل جلاله.
  - وفي السؤال التاسع: يظهر أنا إذا أدركنا العقول المفارقة، فصور حقائقها تكون أمثلة حقائقها، وكذلك يكون كل إدراك.
  - وفي السؤال العاشر: ينكشف أنا ندرك ذاتنا بذواتنا لا بقوة أخرى جسمانية.
  - وفي السؤال الحادي عشر: ينكشف أن من لا يتصور حقيقة ماهيته، فليس يعقل ماهيته.
  - وفي السؤال الثاني عشر: يظهر أن المانع عن التعقل هو المادة.
  - وفي السؤال الثالث عشر: يظهر أن كل ما يكون عقلًا، يكون متحقق الذات ولا ينفعل.
  - وفي السؤال الرابع عشر: ينكشف أن كل شيء حقيقته الصرفة لا توجد متعينة بلوازم تتعين بها، ومن حيث أنه ملزوم لوازم شتى فباللوازم تتعين.
  - وفي السؤال الخامس عشر: ينكشف أنها بتعقل المعقولات لا تصير مركبة كالمرآة.
  - وفي السادس عشر: ينكشف وجه تأثير الطاعات والمعاصي والفضائل والرذائل في النفس، مع أن النفس مفارقة للبدن. وهو فصل عظيم يُبتنى عليه قواعد الشرع واتباع سيد المرسلين صلى الله عليه وسلم.

ثم نذكر زيادة تبصرة يظهر فيها أن الفضائل والرذائل تنشأ من ثلاث قوًى في الإنسان: قوة التخيل، وقوة الشهوة، وقوة الغضب. ونذكر في قوة التخيل أسرارًا عجيبة يظهر منها الوحي، وفي مقابلته العَرَافة والكهانة، ونذكر منفعة قوة الشهوة ومضرتها، ومنفعة قوة الغضب ومضرتها.
ثم نذكر بيان أمهات الفضائل ونتائجها وثمراتها، وما يندرج تحت كل واحدة منها من الفضائل والرذائل.
ثم نذكر مثال القلب بالإضافة إلى العلوم، ثم بيان أمثلة القلوب مع الجنود أي قواها.
ثم نذكر أن هذه القوى كيف يرأس بعضها بعضًا، وكيف يخدم بعضها بعضًا.
ثم نذكر أن الأرواح البشرية حادثة حدثت عند استعداد النطفة، ونورد على هذه إشكالات ونتقصى عنها، ونذكر في هذا الفصل حال البدء والإعادة، ونذكر فيه أسرارًا من العلوم.
ثم نذكر بقاء النفس بعد المفارقة.
ثم نذكر بيان إثبات العقل الفعال، والعقل المنفعل في النفوس الإنسانية.
ثم نذكر قاعدة في النبوة والرسالة، وتلك القاعدة تشتمل على بيانات:
بيان أن الرسالة هل تقتنص بالجد. وبيان أن الرسالة حظوة مكتسبة أم أثرة ربانية، وبيان إثبات الرسالة بالبرهان، وبيان خواص الرسالة والمعجزات.
وبيان كيفية الدعوة، وما يؤخذ من السمع وما لا يؤخذ، ويظهر فيها أصناف المعجزات وكرامات الأولياء.
ونذكر خاتمة في بيان أن أفضل نوع البشر مَن هو؟
ثم نذكر السعادة والشقاوة وهو علم المعاد.
ثم نذكر معنى اللقاء والرؤية.
ثم ننعطف ونعرج عروجًا، ونرقى رقيًّا إلى معرفة الباري جلَّ جلاله، ومعرفة صفاته وأفعاله، ومعرفة ملائكته ومراتبهم، ومعرفة الكرام الكاتبين، وغير ذلك من المعارف كما أشرنا إليه في أول الكتاب.
ونأتي على فصل فصل إلى أن نختم الكتاب، مستعينين بالله ومتوكلين عليه، ومستوفقين منه، والله ولي التوفيق بفضله ورحمته.

## مقدمة
في معاني الألفاظ المترادفة على النفس، وهي أربعة: النفس، والقلب، والروح، والعقل.
أما النفس فتطلق بمعنيين:
- أحدهما: أن يطلق ويُراد به المعنى الجامع للصفات المذمومة، وهي القوى الحيوانية المضادة للقوى العقلية، وهو المفهوم عند إطلاق الصوفية، فيقال: من أفضل الجهاد أن تجاهد نفسك. وإليه الإشارة بقول نبينا عليه السلام: «أعدى عدوك نفسك التي بين جنبيك.»
- والثاني: أن يطلق ويُراد به حقيقة الآدمي وذاته، فإن نفس كل شيء حقيقته، وهو الجوهر الذي هو محل المعقولات، وهو من عالم الملكوت ومن عالم الأمر على ما نبين، نعم تختلف أسماؤها باختلاف أحوالها العارضة عليها، فإن اتجهت إلى صوب الصواب، ونزلت عليها السكينات الإلهية، وتواترت عليها نفحات فيض الجود الإلهي، فتطمئن إلى ذكر الله عزَّ وجلَّ وتسكن إلى المعارف الإلهية، وتطير إلى أعلى أفق الملكية، فيقال نفسٌ مطمئنة. قال الله تعالى: يَا أَيَّتُهَا النَّفْسُ الْمُطْمَئِنَّةُ * ارْجِعِي إِلَى رَبِّكِ رَاضِيَةً مَرْضِيَّةً، وإن كانت مع قواها وجندها في حراب وقتال، وشجار ونزاع، وكانت الحرب بينهما سجالًا، فتارة لها اليد عليها، وتارة للقوى عليها اليد، فلا تكون حالها مستقيمة، فتارة تنزع إلى جانب العقول، فتتلقى المعقولات وتثبت على الطاعات، وتارة تستولي عليها القوى، فتهبط إلى حضيض منازل البهائم. فهذه النفس نفسٌ لوَّامة، وهذه النفس هي حالة أكثر الخلق، فإن من ارتفع إلى أفق الملائكة حتى تحلَّى بالعلوم والفضائل النفسية والأعمال الحسنة، فهو مَلَك جسماني لارتفاعه عن الإنسانية وعدم مشاركته للبشر إلَّا بالصورة التخطيطية؛ ولهذا قال تعالى: مَا هَذَا بَشَرًا إِنْ هَذَا إِلَّا مَلَكٌ كَرِيمٌ.

ومن اتضع حتى صار في حضيض البهائم، فلو تَصَوَّر كلب أو حمار منتصب القامة متكلم لكان هو إياه؛ لانسلاخه عن الفضائل الإنسانية، وعدم مشاركته للإنسان إلَّا بالصورة التخطيطية، وهذه هي النفس الأمارة بالسوء.
فجُلُّهم إذا فكَّرت فيهم
حمير أو كلاب أو ذئاب
وهو من الإنس المذكورين في قوله تعالى: شَيَاطِينَ الْإِنْسِ وَالْجِنِّ يُوحِي بَعْضُهُمْ إِلَى بَعْضٍ زُخْرُفَ الْقَوْلِ غُرُورًا، وقال أمير المؤمنين علي — رضي الله عنه: «يا أشباه الرجال ولا رجال.» فمثل هذه النفس تراه أبدًا عبدًا لحجر أو مدد أو بهيمة أو ظعينة، وهذا هو الذي أخبر الله سبحانه عنه، فقال: إِنَّ النَّفْسَ لَأَمَّارَةٌ بِالسُّوءِ.
أما القلب فيطلق أيضًا بمعنيين:
- أحدهما: اللحم الصنوبري الشكل، المودَع في جوف الإنسان من جانب اليسار، وقد عُرف ذلك بالتشريح، وهو مركَّب الدم الأسود ومنبع البخار، الذي هو مركب الروح الطبي الحيواني، وهذا يكون لجميع الحيوانات، وليس بخاص للإنسان، وهو الذي يفنى بالموت جميع الحواس بسببه.
- والثاني: (هو الذي نحن بصدد بيانه) هو الروح الإنساني المُتحمل لأمانة الله المتحلِّي بالمعرفة، المركوز فيه العلم بالفطرة، الناطق بالتوحيد بقوله: بلى، فهو أصل الآدمي ونهاية الكائنات في عالم المعاد. قال الله تعالى: قُلِ الرُّوحُ مِنْ أَمْرِ رَبِّي، وقال: أَلَا بِذِكْرِ اللهِ تَطْمَئِنُّ الْقُلُوبُ.

وقال نبينا عليه السلام: «إن قلوب بني آدم كلها بين إصبعين من أصابع الرحمن.» إلخ. وحيثما ورد في الشرع القلب، فيُراد به ما نحن بصدد بيانه، وإن أُطلق في موضع على اللحم الصنوبري؛ فلأنه متعلِّقه الخاص، وأول متعلِّقه كما قال النبي عليه الصلاة والسلام: «إنَّ جوف ابن آدم لمضغة، إذا صَلُحت صلح بها سائر الجسد، وإذا فسدت فسد بها سائر الجسد، أَلَا وهي القلب.»
أما الروح فيُطلق ويُراد به البخار اللطيف الذي يصعد من منبع القلب، ويتصاعد إلى الدماغ بواسطة العروق أيضًا إلى جميع البدن، فيعمل في كل موضع بحسب مزاجه واستعداده عملًا، وهو مَرْكَب الحياة، فهذا البخار كالسراج، والحياة التي قامت به كالضوء، وكيفية تأثيره في البدن ككيفية تنوير السراج أجزاء البيت، ويطلق ويُراد به المبدع الصادر من أمر الله تعالى، الذي هو محل العلوم والوحي والإلهام، وهو من جنس الملائكة، مفارق للعالم الجسماني، قائم بذاته على ما نبيِّن.
ويطلق أيضًا ويُراد به الروح الذي في مقابلة جميع الملائكة، وهو المبدع الأول وهو روح القدس.
ويطلق أيضًا ويُراد به القرآن. وعلى الجملة فهو عبارة عمَّا به حياة ما على الجملة.
أما العقل فيطلق ويُراد به العقل الأول، وهو الذي يُعَبر عنه بالعقل في قول النبي صلى الله عليه وسلم: «أول ما خلق الله العقل، فقال له أقبِلْ فأقبَلَ، ثم قال له أدبِرْ فأدبَرَ.» أي أقبل حتى تستكمل بي، وأدبر حتى يستكمل بك جميع العالم دونك، وهو الذي قال الله تعالى له: «وعزتي وجلالي ما خلقت خلقًا أعز عليَّ ولا أفضلَ منك، بك آخذ وبك أعطي.» الحديث. وهو الذي يُعبَّر عنه بالقلم كما قال عليه السلام: «إن أول ما خلق الله القلم، فقال له: اكتب. فقال: وما أكتب؟ قال: ما هو كائن إلى يوم القيامة من عمل وأثر ورزق وأجل. فكتب ما يكون وما هو كائن إلى يوم القيامة.»
والإطلاق الثاني أن يطلق ويُراد به النفس الإنسانية. والإطلاق الثالث أن يطلق ويُراد به صفة النفس، وهو بالنسبة إلى النفس كالبصر بالنسبة إلى العين، وهي بواسطته مستعدة لإدراك المعقولات، كما أن العين بواسطة البصر مستعدة لإدراك المحسوسات، وهو الذي قال رسول الله صلى الله عليه وسلم فيه عن ربه عزَّ وجلَّ: «وعزَّتي وجلالي لأَكملنَّكَ فيمن أحببت.»
ونحن حين أطلقنا في هذا الكتاب لفظ النفس والروح والقلب والعقل، فنريد به النفس الإنسانية التي هي محل المعقولات.

## بيان إثبات النفس على الجملة
النفس أظهر من أن تحتاج إلى دليل في ثبوتها، فإن جميع خطابات الشرع تتوجه لا على معدوم، بل على موجود حي يفهم الخطاب، ولكن نحن نستظهر في بيانه، فنقول: من المعلوم الذي لا يرتاب فيه أن الأشياء مهما اشتركت في شيء، وافترقت في شيء آخر، فإن المشترك فيه غير المفترق فيه، ونصادف كافة الأجسام مشتركة في أنها أجسام، يمكن أن يُفرض فيها أبعاد ثلاثة متقاطعة، ثم نصادفها بعد ذلك مفترقة بالتحرك والإدراك، فإن كان تحركها لأجل جسميتها، فينبغي أن يكون كل جسم متحركًا؛ لأن الحقائق لا تختلف، وما يجب لنوع يجب لجميع ما يشاركه في ذلك النوع وتلك الحقيقة. وإن كان لمعنى وراء الجسمية، فقد ثبت على الجملة مبدأ للفعل، فذلك المبدأ هو النفس، إلى أن يتبين أنه جوهر أو عرض. مثال ذلك أنا نرى الأجسام النباتية تغتذي وتنمو وتولد المثل، وتتحرك حركات مختلفة من التشعيب والتعريق، فهذه المعاني إن كانت للجسمية، فينبغي أن تكون جميع الأجسام كذلك، وإن كانت لغير الجسمية بل لمعنى زائد، فذلك المعنى يسمى نفسًا نباتية، ثم الحيوان فيه ما في النبات ويحس ويتحرك بالإرادة، ويهتدي إلى مصالح نفسه، وله طلب لما ينفع، وهرب عمَّا يضر، فنعلم قطعًا أن فيه معنى زائدًا على الأجسام النباتية.
ثم نجد الإنسان فيه جميع ما في النبات والحيوان من المعاني، ويتميز بإدراك الأشياء الخارجة عن الحس، مثل أن الكل أعظم من الجزء، فيدرك الجزئيات بالحواس الخمس، ويدرك الكليات بالمشاعر العقلية، ويشارك الحيوان في الحواس ويفارقه في المشاعر العقلية، فإن الإنسان يدرك الكلي من كل جزئي، ويجعل ذلك الكلي مقدمة قياس، ويستنتج منه نتيجة، فلا الإدراك الكلي يُنكَر ولا المدرك لذلك يُجحَد، ولا العرض ولا الجسم القابل للعرض ولا النبات ولا الحيوان غير الإنسان يدرك الكلِّي، حتى يقوم به الكلي فينقسم بأقسام الجسم؛ إذ الكلي له وحدة خاصة من حيث هو كلي لا ينقسم البتة، فلا يكون للإنسان المطلق الكلي نصف وثلث وربع، فقابل الصورة الكلية جوهر لا جسم ولا عرض في جسم، ولا وَضْعَ له ولا أين له فيُشار إليه، بل وجوده وجود عقلي أخفى من كل شيء عند الحس، وأظهر من كل شيء للعقل، فثبت بهذا وجود النفس، وثبت على الجملة أنه جوهر، وثبت أنه منزه عن المادة والصور الجسمانية.

### تقسيم يظهر فيه مبادئ الأفعال
فنقول: كل مبدأ يصدر منه فعل، فإما أن يكون له شعور بفعله أو لم يكن، فإن لم يكن له شعور، فإما أن يكون فعله متحدًا على نسق واحد، وإما أن يكون مختلفًا، وإن كان له شعور فإما أن يكون تعقل أو لم يكن، فإن كان له تعقل، فإما أن يكون فعله متحدًا على نسق واحد، وإما أن يكون مختلفًا، فهذه خمسة أقسام، فما كان فعله متحدًا وليس له شعور، فذلك المبدأ يسمى مبدأً طبيعيًّا كما في الأجسام الثقيلة من الهبوط، وفي الخفيفة من الصعود. وإن كان فعله مختلفًا وليس له شعور فهو النفس النباتي، فإن النبات يتحرك حركات مختلفة، وإن كان له شعور وليس له تعقل فهو النفس الحيواني، وإن كان له تعقل ومع التعقل اختيارٌ في الفعل والترك فهو النفس الإنساني، وإن كان له تعقل وفعله على نهج واحد غير مختلف فهو النفس الفلكي.

### رسم النفوس الثلاثة
فنرسم النفوس الثلاثة بمراسمها، فإن شرائط الحد الحقيقي متعذر الوجود ها هنا، بل وفي كل الموجودات.
فنقول:
- أما النفس النباتية: فهي الكمال الأول لجسم طبيعي آلي من جهة ما يتغذى وينمو ويولد المثل.
- وأما النفس الحيوانية: فهي الكمال الأول لجسم طبيعيٍّ آليٍّ من جهة ما يدرك الجزيئات ويتحرك بالإرادة.
- وأما النفس الإنسانية: فهي الكمال الأول لجسم طبيعي آلي من جهة ما يفعل الأفاعيل بالاختيار العقلي، والاستنباط بالرأي، ومن جهة ما يدرك الأمور الكلية.

وقولنا الكمال الأول؛ أي من غير واسطة كمال آخر؛ لأن الكمال قد يكون أولًا وقد يكون ثانيًا.
وقولنا لجسم طبيعي؛ أي غير صناعي، لا في الأذهان بل في الأعيان.
وقولنا آلي؛ أي ذي آلات يستعين بها ذلك الكمال الأول في تحصيل الكمالات الثانية والثالثة، ولفظ الكمال أولى من لفظ القوة؛ لأن القوة تكون بالنسبة إلى ما يصدر عنها من الأفعال، أو بالقياس إلى ما تقبله من الصور المحسوسة والمعقولة. وإطلاق لفظ القوة عليهما يكون باشتراك الاسم، فيكون الحد مشتملًا على لفظ مشترك، وإن عنِي بالحدِّ أحدهما كان الحد ناقصًا.
ولفظ الكمال يشمل القوتين بالتواطؤ فهو أولى، فإن قيل إنه صورة، كان ذلك بالإضافة إلى المادة التي تحلها، فيجتمع منها جوهر نباتي أو حيواني.
ولفظ الكمال بالقياس إلى جملة الجواهر، ولاستكمال الجنس به نوع محصل في الأنواع، وهو نسبة الخاص إلى الشيء العام الغير البعيد من جوهره، فهو أولى من لفظ الصورة، ويجب أن يعلم أنه إذا قيل نفس «أي أطلق» على صورة الفلك وعلى صورة النبات والحيوان والإنسان، فإنما يقال باشتراك الاسم، فإن النفوس الفلكية ليست تفعل بآلات، ولا الحياة فيها حياة التغذي والنمو، ولا إحساسها إحساس الحيوان، ولا نطقها نطق الإنسان.

## بيان أن النفس جوهر، وذلك ثابت من جهة الشرع والعقل
أما الشرع فجميع خطابات الشرع تدل على أن النفس جوهر، وكذلك العقوبات الواردة في الشرع بعد الممات تدل على أن النفس جوهر، فإن الألم وإن حلَّ بالبدن فلأجل النفس، ثم للنفس عذاب آخر يخصه، وذلك كالخزي والحسرة وألم الفراق، وكذلك ما يدل على بقائه — على ما سنبين فيما بعد إن شاء الله تعالى.
أما من حيث العقل فمن وجهين؛ وجه عام يمكن إثباته مع كل أحد، ووجه خاص يتفطَّن له أهل الخصوص والإنصاف.
أما الأول فهو أن يعلم أن حقيقة الإنسان ليس عبارة عن الجسم فحسب، فإنه إنما يكون إنسانًا إذا كان جوهرًا، وأن يكون له امتداد في أبعاد تفرض طولًا وعرضًا وعمقًا، وأن يكون مع ذلك ذا نفس، وأن تكون نفسه نفسًا يغتذي بها ويحس ويتحرك بالإرادة، ومع ذلك يكون بحيث يصلح لأن يتفهم المعقولات، ويتعلم الصناعات ويعملها إن لم يكن عائق من خارج، لا من جهة الإنسانية، فإذا التأم جميع هذا حصل من جملتها ذات واحدة هي ذات الإنسان، فإذا ثبت بهذا أن حقيقة الإنسان لا تكون عرضًا؛ لأن الأعراض يجوز أن تتبدل، والحقيقة بعينها باقية، فإن الحقائق لا تتبدل، فإذا ما هو ثابت فيك مذ كنت فهو نفسك، وما يطرأ عليك ويزول فهو الأعراض.
وأما الوجه الثاني وهو البيان الخاص، فهو الذي يصلح لأهل الفطانة، ومن فيه لطف الفهم والإصابة، فهو أنك إذا كنت صحيحًا مطرحًا عنك الآفات، مجنبًا عنك صدمات الهوى وغيرها من الطوارق والآفات، فلا تتلامس أعضاؤك ولا تتماس أجزاؤك، وكنت في هواء طلق — أي معتدل — ففي هذه الحالة أنت لا تغفل عن إنيتك وحقيقتك بل وفي النوم أيضًا، فكل من له فطانة ولطف وكياسة يعلم أنه جوهر، وأنه مجرد عن المادة وعلائقها، وأنه لا تعزب ذاته عن ذاته؛ لأن معنى التعقل حصول ماهية مجردة للعاقل وذاته مجردة لذاته، فلا يحتاج إلى تجريد وتقشير، وليس ها هنا ماهية ثم معقولية، بل ماهيتهُ معقوليته ومعقوليته ماهيته (وهذه نكتة نفيسة عظيمة وستقف عليها إن شاء الله أشرحَ من هذا).
ثم الدليل على صحة هذا البيان الخاص أنه لو لم يكن المدرك والمشعور به هو حقيقتك أي نفسك، بل يكون هو البدن وعوارضه، لكان لا يخلو؛ إما أن يكون الشعور به جملة بدنك أو بعضه وبطل أن تكون الجملة؛ لأن الإنسان في الفرض المذكور قد يكون غلا عن جملة البدن، وهو مدرِكُ نفسه، وإن كان بعضًا منه، فلا يخلو إما أن يكون ظاهرًا أو باطنًا، فإن كان ظاهرًا فهو مدرَك بالحس، والنفس غير مدركة بالحس، كيف ونحن في الفرض المذكور قد أغفلنا الحواس عن أفعالها وفرضنا أن الأعضاء لا تتماس، وإن كان النفس والذات عضوًا باطنًا من قلب أو دماغ، فلا يجوز أيضًا؛ لأن الأعضاء الباطنة إنما يوصل إليها بالتشريح، فثبت أن مُدركك ليس شيئًا من هذه الأشياء، فإنك قد لا تدركها وتدرك ذاتك ضرورة، فما أُلجِئْتَ إلى إدراكه ضرورة لا يكون قطعًا ما لا يدرك إلَّا بالنظر، فإذا ثبت بهذا أن ذاتك ليس من عداد ما تدركه بالحس أو مما يشبه الحس بوجه من الوجوه.

### زيادة إيضاح من جهة الإدراك
فنقول إنك تدرك في جميع الأحوال ذاتَك، فماذا تدرك؟ فإنه لا بدَّ من مُدرَك، فلا يخلو إما أن يكون أحد مشاعرك ظاهرًا أو عقلك أو قوة غير مشاعرك، فإن كان عقلك فلا يخلو إما أن يكون ذلك الإدراك بوسَط أو بقياس أو بقوة متوسطة بين الإدراك والنفس، أو بغير وسط، وما أظنك تفتقر في ذ لك إلى وسط، فإنه لو كان ثم وسط لما أدركتَ ذاتك، فإنه لا وسط بين ذاتك وشعورك بذاتك، فبقي أن تدرك بغير وسط، وإذا كان كذلك فلا يخلو إما أن يكون ذلك الإدراك بمشاعرك أو بذاتك، ولا يتصوَّر أن يكون بمشاعرك، فإن الحواس لا تدرك إلَّا الأجسام، وما يتعلق بالأجسام من الألوان والنغمات وغير ذلك، فبقي أنك تدرك ذاتك بذاتك، فمن هذا ثبت أنك جوهر مفارق.
وهذا البيان الخاص؛ إما ضائع وإما قاطع، ضائع للمغفلين الذين لم يلحظوا إلَّا بعين السخط، فإن من يلحظ مقدمة بعين السخط، كان الشك أسرع إليه من الماء إلى الحدور، أما للمستبصرين فهو قاطع.
فإن قال قائل إنما أثبت ذاتي بواسطة، وذلك الوسط هو فعل من أفعالي، فأستدل بأفعالي على وجود النفس، فالجواب على هذا من وجهين؛ أحدهما أن هذا لا يتمشى في الفرض المذكور، فإنا جعلناك بمعزل عن الأفعال، ومع هذا تثبت ذاتكَ وأنيتك، والثاني أن هذا الفعل إما أن تثبته فعلًا مطلقًا، فيجب أن تثبت به فاعلًا مطلقًا لا نفسك، وأن أثبته فعلًا مطلقًا، فيجب أن تثبت به فاعلًا مطلقًا لا نفسك، وإن أثبته فعلك وخصصته بالإضافة، فقد أثبت أولًا نفسك وأدركت أولًا ذاتك، فإنك أخذت ذاتك جزءًا من فعلك، والشعور بالجزء قبل الشعور بالكل أولًا أقل من أن يكون معه، فذاتك إذًا مثبتة معه أو قبله لا به (وهذا فصل لطيف يُبتنى عليه باب من المعرفة شريف، كما سنذكر إن شاء الله تعالى).